# Candidella gigantea
Candidella gigantea är en korallart som först beskrevs av Wright och Studer 1889.  Candidella gigantea ingår i släktet Candidella och familjen Primnoidae. Inga underarter finns listade i Catalogue of Life.